# Invenusta aestus
Invenusta aestus är en plattmaskart som beskrevs av Sopott-Ehlers 1976. Invenusta aestus ingår i släktet Invenusta och familjen Coelogynoporidae. Inga underarter finns listade i Catalogue of Life.